# 楊善会
楊 善会（よう ぜんかい、生年不詳 - 617年）は、隋の軍人。字は敬仁。本貫は弘農郡華陰県。

## 経歴
毗陵郡太守の楊初の子として生まれた。大業年間に鄃県県令となった。612年（大業8年）、山東で飢饉が起こり、民衆の反乱が続発するようになった。善会は数百人を率いて反乱を追捕し、向かうところ全て勝利した。張金称が反乱を起こし、数万人を率いて県境に駐屯すると、善会は部下を率いて反乱軍と戦い、反乱軍の勢力拡大を防いだ。煬帝が張金称を討つべく将軍の段達を派遣すると、善会は段達に計策を進言したが、段達に用いられず、段達の軍は敗北した。段達は善会に謝罪した。後に段達が反乱軍と戦ったときには、軍の進退をいちいち善会と相談したので、段達は大勝を挙げることができた。
張金称が渤海郡の孫宣雅や高士達らの反乱軍と合流して再起し、黎陽を陥落させて舞い戻ってくると、反乱軍の勢力は再び盛り返した。善会が精鋭の兵1000人を率いて迎撃し、反乱軍を撃破すると、朝請大夫・清河郡丞に抜擢された。張金称が駐屯地を移して、軽兵で冠氏を攻撃した。善会と平原郡通守の楊元弘が数万の兵を率いて張金称の本営を襲撃した。さらに隋の武賁郎将の王弁の軍がやってきたので、張金称は冠氏の包囲を解いて、王弁と戦うと、王弁は戦況不利に陥った。善会は精鋭の兵500を選抜して王弁を救援すると、王弁の軍は戦況を盛り返した。反乱軍は退いて本営を守り、隋の諸軍はおのおの撤退した。このころ山東の反乱は最盛期にあり、隋の郡県は弱体で次々と陥落し、反乱軍と善戦しているのは善会のみであった。善会は前後700回あまりも戦闘して無敗であったが、反乱軍の多勢と比べてはるかに少勢であったため、反乱を鎮圧することはできなかった。
616年（大業12年）、隋の太僕の楊義臣が張金称を攻撃したが、やはり反乱軍に敗北して、撤退して臨清を守った。楊義臣は善会の策を採用して、たびたび決戦し、反乱軍を敗走させた。勝利に乗じて張金称の本営を破り、その部衆の大半を捕らえた。張金称は数百人を率いて逃走し、後に漳南に帰って、残党たちを呼び集めた。善会は追捕して張金称を斬り、首級を煬帝の行在に送った。善会は尚方甲や弓剣を煬帝に賜り、清河郡通守に任じられた。この年、楊義臣の下で漳南の反乱の首領の高士達を斬り、その首級を江都宮に送った。
617年（大業13年）、高士達の部将の竇建徳が長楽王を自称して信都郡を攻撃し、臨清県の王安が竇建徳に呼応して数千の兵を率いて起兵した。善会は王安を襲撃してこれを斬った。竇建徳は信都郡を攻め落とし、清河郡に進攻した。善会はこれを迎撃しようとしたが、かえって敗北した。清河郡城に籠城し、40日ほどのあいだ反乱軍の包囲を受け、城が陥落して捕らえられた。竇建徳はかれを礼遇し、貝州刺史として任用しようとした。善会は反乱者たちを「老賊」と罵って、節を曲げようとしなかった。竇建徳はなおもかれを生かしておきたいと考えたが、部下の意見を聞き入れて善会を殺害した。

## 伝記資料
- 『隋書』巻71 列伝第36
- 『北史』巻85 列伝第73